# Schlange Hausfreund

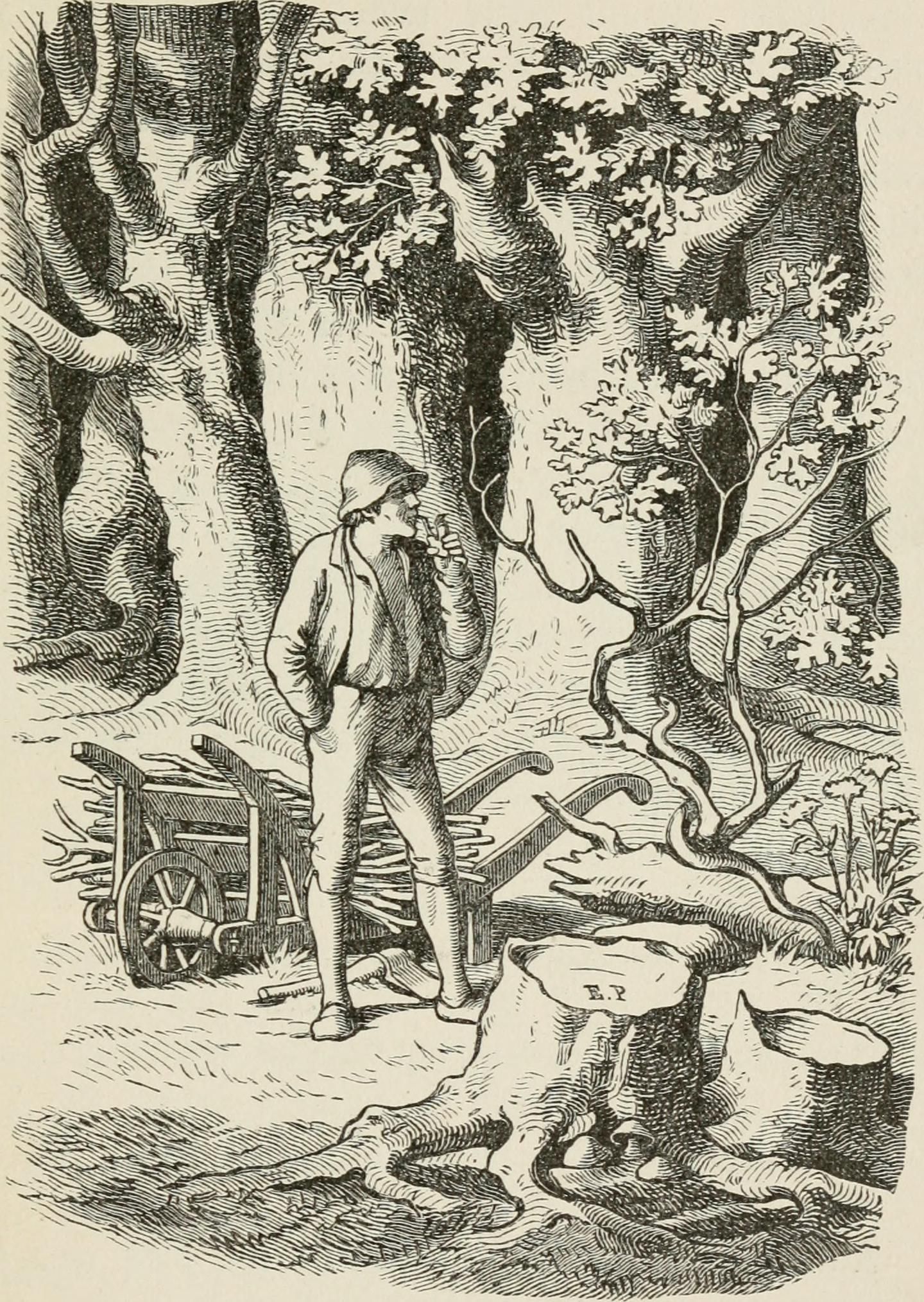
Illustration, 1890

Schlange Hausfreund ist ein Märchen. Es steht in Ludwig Bechsteins Neues deutsches Märchenbuch an Stelle 46 und erschien zuerst in seinem Deutschen Sagenbuch von 1853 (Nr. 961: Die Schlange als Gast).

## Inhalt
Ein armer Mann sucht Reisig und bringt eine Schlange heim. Seine Frau erschrickt erst, doch die Schlange schließt Freundschaft mit der Hauskatze und lebt mit dem alten Ehepaar. Abends beim Spinnen erzählen sie sich Geschichten.

## Herkunft
Bechstein fand das Märchen mündlich, in Büchern und als Sage in Lauingen. Sein Deutsches Sagenbuch erzählt nur, wie der Mann das Reisig mit der Schlange heimbringt. Dass sie sich dann mit der Katze anfreundet, ist in Neues deutsches Märchenbuch nun Auftakt für die folgenden Märchen Nr. 47 Die Schlangenamme, Nr. 48 Klare-Mond und Nr. 49 Siebenhaut. Vgl. Bechsteins Das Natterkrönlein, Grimms Märchen von der Unke. Die Schlange aus dem Reisig, „eine unschuldige Unke“, erinnert an Basiles Märchen Die Schlange.